# 부강화물역
부강화물역(Buganghwamul station, 芙江貨物驛)은 세종특별자치시 연동면 응암리에 있는 부강화물선의 철도역이다. 여객은 취급하지 않으며 중부권 내륙화물기지의 화물을 취급한다.

## 연혁
- 2010년 1월 2일 : 부강화물선 개통으로 영업 개시[1]